# Annette Herfkens
Annette Herfkens (Maracaibo, 29 april 1961) is een Nederlands jurist en schrijfster. Zij was de enige overlevende van een vliegramp, waarover zij een boek schreef: Turbulentie.

## Biografie
Herfkens is geboren in Venezuela en heeft Nederlandse ouders. Zij groeide op in Den Haag. Na het Maerlant Lyceum, studeerde zij rechten aan de Universiteit Leiden. Van 1985 tot 1989 werkte zij voor de Nederlandsche Middenstandsbank. Zij was in 1985 de eerste vrouwelijke trainee die door een Nederlandse bank in het buitenland werd geplaatst. In 1989 stapte zij over naar Banco Santander, waarvoor zij ruim veertien jaar heeft gewerkt, onder meer als Managing Director. Tegenwoordig is zij schrijfster en een veelgevraagd spreekster.

## Autobiografie
Op 14 november 1992 raakte Vietnam Airlines-vlucht 474 door slecht weer in de problemen en vloog tegen een berg. Het vliegtuig was een Jakovlev Jak-40 van Russische makelij, gebouwd in 1976. Aan boord waren 25 passagiers en 6 crewleden, toen het crashte op weg naar Nha Trang Airport, een vlucht van 55 minuten. Enkele passagiers overleefden de klap, maar stierven voordat zij gered konden worden. Herfkens’ verloofde was op slag dood. Annette Herfkens overleefde acht dagen in de jungle bij het wrak terwijl zij zwaargewond was en hield zichzelf in leven door regenwater te drinken.
In 2014 publiceerde Herfkens het autobiografische Turbulence: A True Story of Survival met haar ervaringen van de ramp, haar leven ervoor en erna. De Nederlandse vertaling, Turbulentie: ik overleefde een vliegtuigramp, stond in Nederland in 2015 gedurende 7 weken in de bestseller top 60, met als hoogst behaalde positie 6.
Ze is begonnen met het schrijven van een script voor een film of serie, Hollywood toonde interesse, maar door de Corona pandemie liep dit vast.

## Privé
Herfkens heeft een zoon en een dochter en woont sinds 2016 in New York. Haar zuster is de Nederlandse politica Eveline Herfkens.

### Bestseller 60
| Boeken met noteringen in de Nederlandse Bestseller 60 | Jaar van verschijnen | Datum van binnenkomst | Hoogste positie | Aantal weken | Opmerkingen |
| ----------------------------------------------------- | -------------------- | --------------------- | --------------- | ------------ | ----------- |
| Turbulentie                                           | 2015                 | 29-04-2015            | 6               | 7            |             |

- Bibliothèque nationale de France: cb17035339t (data)
- Gemeinsame Normdatei: 1096231158
- International Standard Name Identifier: 0000 0004 4458 8360
- Library of Congress Control Number: no2017161502
- Nederlandse Thesaurus van Auteursnamen: 374743541
- Virtual International Authority File: 310526193
- WorldCat: E39PBJxWWjhvFRc6m983wjVQv3